# Diego Blanco
Diego Blanco, vollständiger Name Diego Nicolás Blanco Lemos, (* 19. Oktober 1994 in Montevideo) ist ein uruguayischer Fußballspieler.

## Karriere
Der 1,75 Meter große Offensivakteur Blanco steht seit der Spielzeit 2014/15 im Kader des in Montevideo beheimateten Erstligisten Centro Atlético Fénix. In jener Saison wurde er zehnmal in der Primera División eingesetzt und erzielte einen Treffer. In der Spielzeit 2015/16 absolvierte er zwei weitere Erstligapartien (kein Tor). Ende Juli 2016 wechselte er zum Club Atlético Progreso.